# Cichorei
Cichorei (Cichorium) is een geslacht uit de composietenfamilie (Compositae of Asteraceae). Tot dit geslacht behoren onder meer witlof (witloof) en andijvie.

## Witlof
Van de witlof zijn ook de (groene) bladeren eetbaar, tenminste voor de bloei. Aan de bittere smaak van het melksap in de bladeren dankt de bladcichorei zijn bijnaam bitterpee (mv.: bitterpeeën). De kweek van bitterpeeën voor consumptie van de witte bladeren begon in de negentiende eeuw in de provincie Brabant rond Brussel. Dit was het gevolg van de toevallige ontdekking in de Brusselse Kruidtuin dat in het voorjaar uitlopende bladeren van in het donker bewaarde wortelen eetbaar zijn. Vandaar de naam "Brussels lof". Daarna is middels veredeling een speciale variëteit ontstaan.

## Grondstof voor inuline en fructose
Sinds de laatste jaren van de twintigste eeuw worden de wortelen van cichorei, naast de teelt voor de groente witlof, ook geteeld voor de verwerking tot inuline en zoetstof, met name fructose. De verwerking in Nederland vindt plaats in fabrieken van Sensus, net als Suiker Unie onderdeel van Cosun, in respectievelijk Roosendaal en Zwolle. Zowel inuline (een voedingsvezel) als fructose vinden hun weg in de levensmiddelenindustrie. Fructose is een natuurlijke zoetstof met echter een hogere zoetwaarde per energie-eenheid dan biet- of rietsuiker. Hiervoor zijn aparte rassen ontwikkeld, waarbij een op een suikerbiet gelijkende wortelvorm een belangrijke raseigenschap is (witlofwortelen hebben een penwortel, daar deze bij de witloftrek het meest handelbaar zijn).

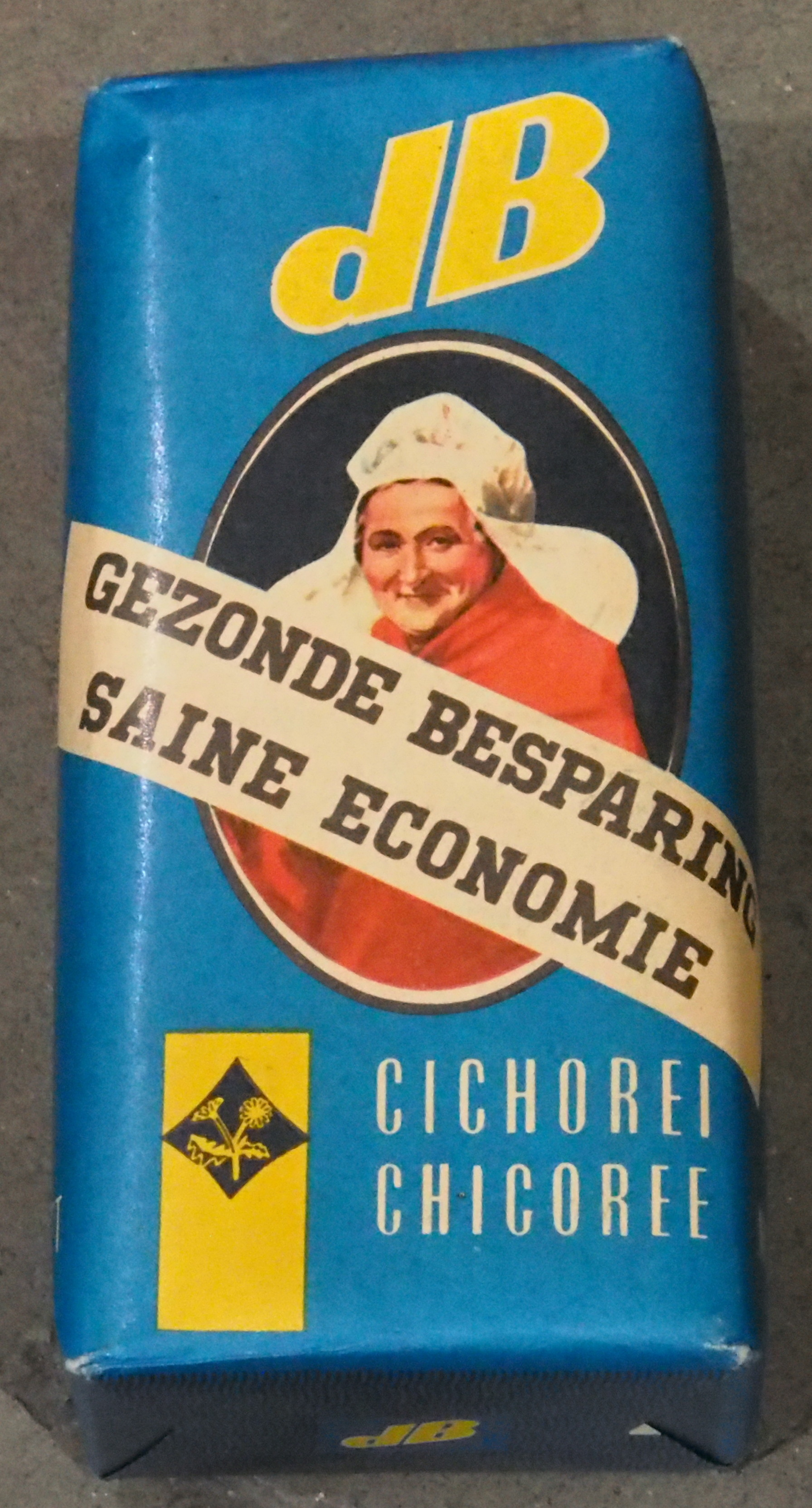
Blikje met de Beukelaar-koffiecichorei

## Koffievervanger
De geroosterde wortel van de cichorei wordt gebruikt als koffievervanger (gewoonlijk "surrogaat" genoemd) of als ingrediënt bij het koffie zetten. In het verleden werd dit soms toegepast uit noodzaak (bijvoorbeeld in moeilijke tijden zoals de Napoleontische blokkade tijdens de Franse bezetting).
In Damwâld (Friesland) is een museum De Sûkerei gevestigd waar alles te zien is over de cichorei als vervanger van de destijds kostbare bonenkoffie. De omgeving van Damwâld was de grootste concentratie van cichoreidrogerijen in Nederland.
Thans wordt cichorei vooral om gezondheidsredenen genuttigd.

## Soorten en variëteiten
- Wilde cichorei (Cichorium intybus) met gekweekte variëteiten en rassen, zoals:
  - Koffiecichorei (Cichorium intybus var. sativum)
  - Roodlof (Cichorium intybus var. foliosum)
  - Witlof (Cichorium intybus var. foliosum)
  - Groenlof (Cichorium intybus var. foliosum)
- Andijvie (Cichorium endivia)
- Wilde andijvie (Cichorium pumilum)